# Jeb Stuart (scénariste)
Pour les articles homonymes, voir Jeb Stuart et Stuart.
Jeb Stuart né le 21 janvier 1956 à Little Rock, Arkansas,  est un producteur, réalisateur et scénariste américain.

## Filmographie

### comme producteur
- 1989 : Un flic à Chicago (Next of Kin) de John Irvin
- 1997 : Menace toxique (Fire Down Below) de Félix Enríquez Alcalá
- 1997 : La Piste du tueur (Switchback)
- 2010 : Blood Done Sign My Name (en)
- 2021 : Vikings: Valhalla

### comme réalisateur
- 1997 : La Piste du tueur (Switchback)
- 2010 : Blood Done Sign My Name (en)

### comme scénariste
- 1988 : Piège de cristal (Die Hard) de John McTiernan
- 1989 : Leviathan de George Cosmatos
- 1989 : Haute Sécurité (Lock Up) de John Flynn
- 1990 : Urgences (Vital Signs) de Marisa Silver
- 1990 : 48 Heures de plus (Another 48 Hrs.) de Walter Hill
- 1993 : Le Fugitif (The Fugitive) de Andrew Davis
- 1995 : Juste Cause (Just Cause) de Arne Glimcher
- 1997 : Menace toxique (Fire Down Below) de Félix Enríquez Alcalá
- 1997 : La Piste du tueur (Switchback)
- 2010 : Blood Done Sign My Name (en)
- 2021 : Vikings: Valhalla